# Bothrops neuwiedi
Espèce
Synonymes
- Bothropoides neuwiedi (Wagler, 1824)
- Bothrops urutu Lacerda, 1884
- Bothrops neuwiedi urutu Lacerda, 1884
- Bothrops atrox meridionalis Müller, 1885
- Bothrops neuwiedi meridionalis Müller, 1885
- Bothrops neuwiedi goyazensis Amaral, 1925
- Bothrops neuwiedi paranaensis Amaral, 1925
- Bothrops neuwiedi minasensis Amaral, 1925
- Bothrops neuwiedi fluminensis Amaral, 1932

Bothrops neuwiedi, ou Yarará chica ou Jararaca-cruzeira ou Jararaca Pintada, est une espèce de serpents de la famille des Viperidae.

## Description

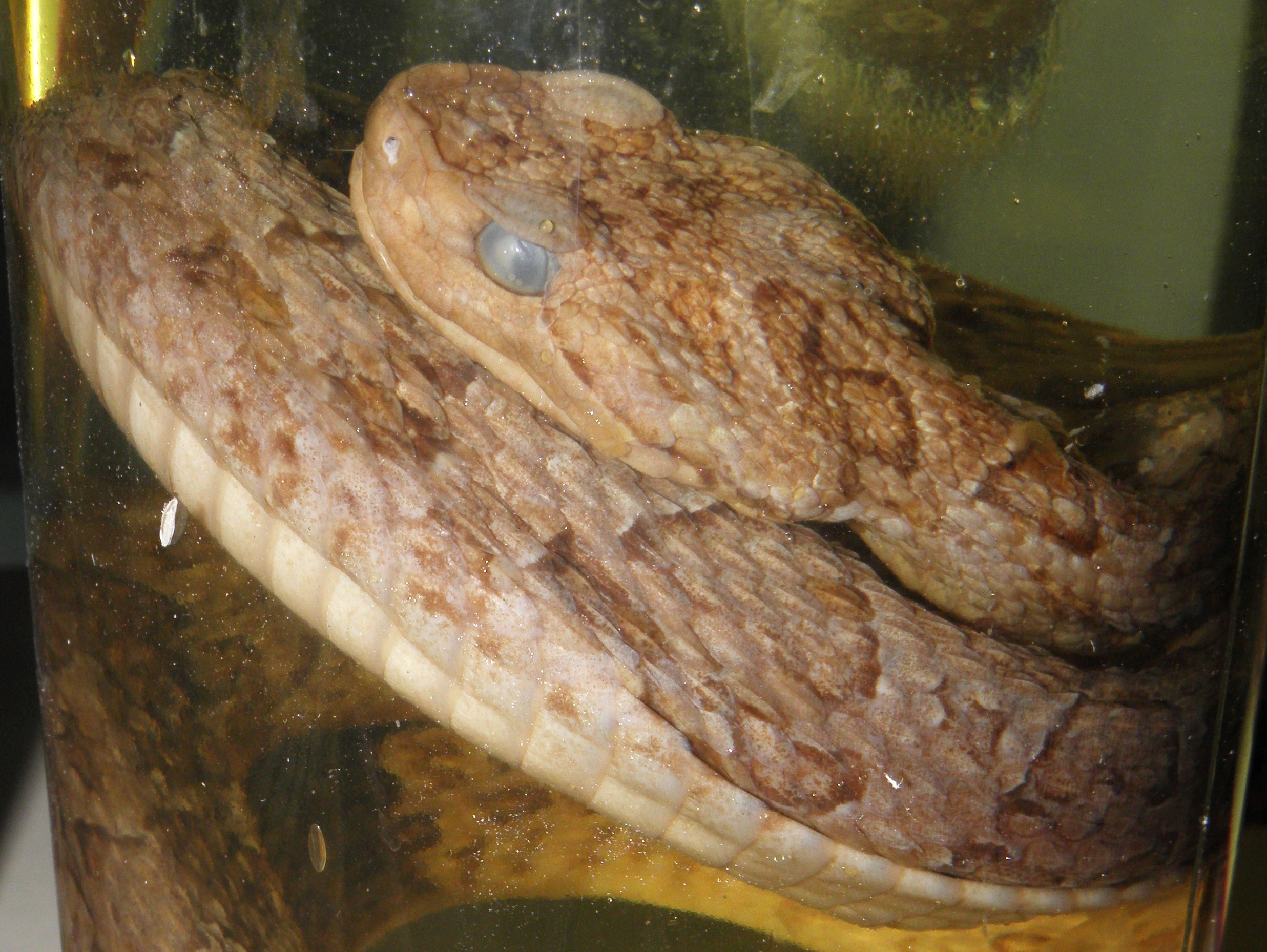
Bothrops neuwiedi

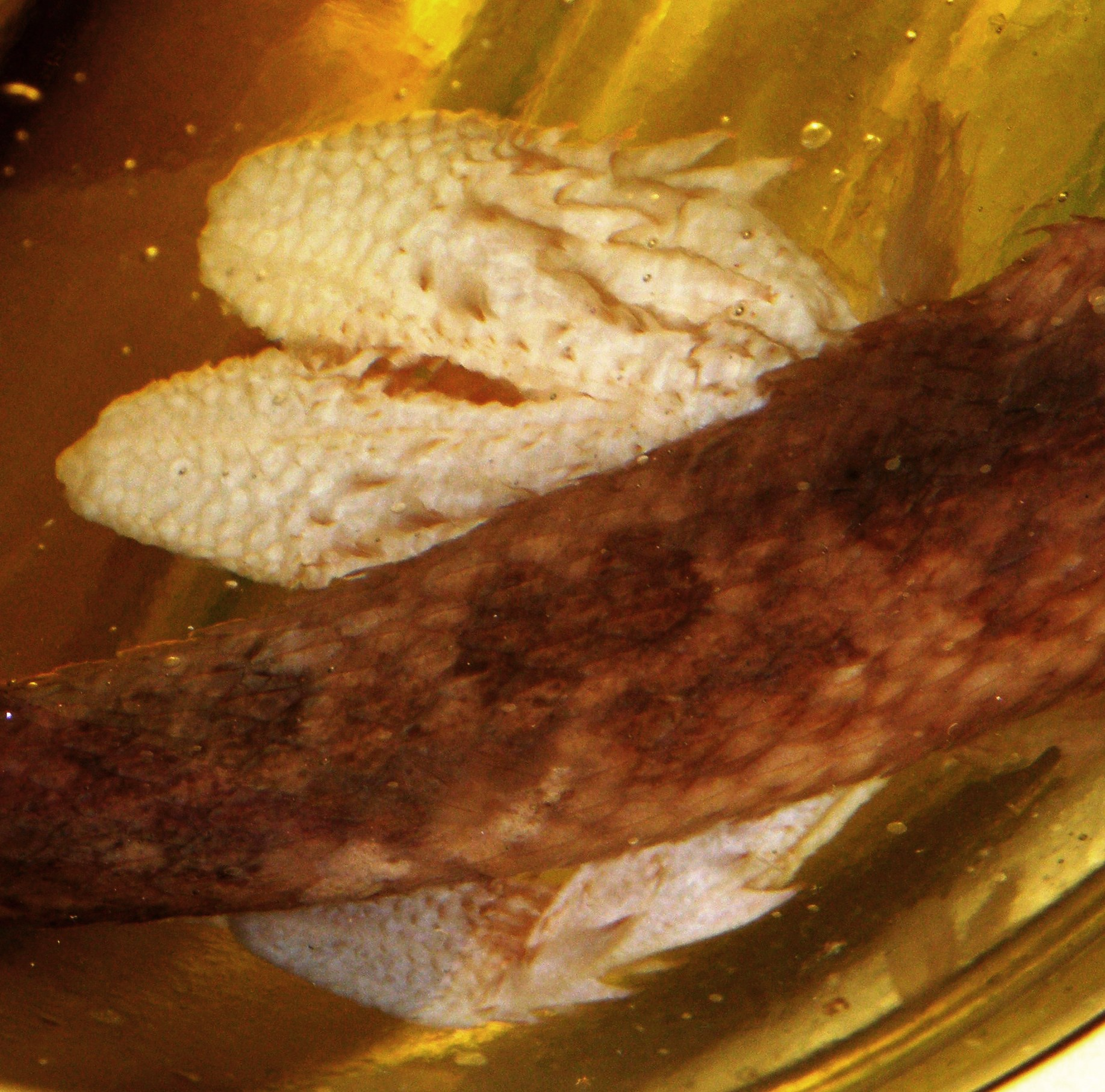
Bothrops neuwiedi

En moyenne les adultes font entre 60 70 cm de long, mais il existe des exemplaires de plus de 100 cm.
Ils sont de couleur brune parfois brun-foncé, avec une série de 16 à 27 taches noires dorso-latérales. Ces taches sont entourées d'un liseré blanc, et peuvent être trapézoïdales ou triangulaires. Elles sont placées symétriquement des deux côtés du dos.

## Venin
Cette espèce est le serpent venimeux responsable du plus grand nombre de morsures en Argentine : entre 1960 et 1975, 80 % des quelque 500 cas répertoriés chaque année, ont été attribués au Bothropoides neuwiedi diporus .
Il existe trois différents antivenins, Soro Antibotropico-Crotalico, Soro Antibotropico-Laquetico and Soro Botropico, pour traiter les morsures de cette espèce. Tous trois sont élaborés par l'Instituto Butantan au Brésil et contiennent des anticorps spécifique pour contrer les effets du venin.
Le sérum AntivipMyn fabriqué par Bioclon est également efficace.

## Répartition
Cette espèce se rencontre :
- au Brésil dans l'État du Rio Grande do Sul ;
- en Bolivie ;
- au Paraguay ;
- au Pérou ;
- en Argentine dans les provinces de Catamarca, Córdoba, Corrientes, Chaco, Entre Ríos, Formosa, Jujuy, La Pampa, La Rioja, Mendoza, Misiones, Salta, San Juan, San Luis, Santa Fe, Santiago del Estero et de Tucumán.

## Habitat
Cette espèce habite la forêt tropicale et semi-tropicale, ainsi que la forêt tempérée et la restinga de la côte atlantique brésilienne. Dans ces régions, il a une préférence pour les terrains rocailleux et secs.

## Étymologie
Cette espèce relativement petite (chica en espagnol = petite) porte le nom du naturaliste allemand Maximilian zu Wied-Neuwied (1782-1867) qui créa d'importantes collections au Brésil.

## Publication originale
- Wagler, 1824 : Serpentum Brasiliensium species novae, ou histoire naturelle des espèces nouvelles de serpens. in Jean de Spix, Animalia nova sive species novae, p. 1-75 (texte intégral).